# Ulrich Falk
Ulrich „Ueli” Falk (ur. 14 sierpnia 1950) – szwajcarski judoka. Olimpijczyk z Monachium 1972, gdzie zajął dziewiętnaste miejsce w kategorii open.
Uczestnik mistrzostw świata w 1971 roku. Uczestnik turniejów międzynarodowych.

## Letnie Igrzyska Olimpijskie 1972
| Konkurencja | Eliminacje        | Klas. końcowa |
| Konkurencja | Przeciwnik I      | Miejsce       |
| ----------- | ----------------- | ------------- |
| Open        | Wim Ruska (NED) P | 19.           |